# Сафари (журнал)
«Сафари» – российский периодический журнал о трофейной охоте и рыбалке, выпускавшийся с 1999 по 2014 годы.

## История
История журнала началась с небольших публикаций в журналах «Охота и охотничье хозяйство» и «Природа и охота». Тогда, чтобы заинтересовать российских охотников трофейной охотой, необходимо было рассказать о новшествах в этой сфере, так как большинству охотников страны трофейная охота оставалась неведомой.
Авторами в «Сафари» выступали специалисты в различных отраслях охоты, охотничьего хозяйства, охотничьего оружия, опытные рыболовы, таксидермисты.
В Сафари публиковались статьи о проблемах охотничьего туризма и охотничьей отрасли в России, об оружии и боеприпасах. Публиковались рассказы об охотничьих и рыболовных приключениях в России и за рубежом, в горах и саваннах, о технике для охоты и рыбной ловли.
В 2002 году журнал стал инициатором проведения I Международной выставки «Природа, охота и охотничьи трофеи» в России.
Основателем журнала и главным редактором выступил Александр Хохлов. Шеф-редактор — сначала Вениамин Ольшанский, затем Анатолий Можаров.
В гостях редакции журнала «Сафари» в различное время были: Председатель Совета министров В.С. Черномырдин, министр сельского хозяйства В.А. Семёнов, помощник президента С.В. Ястржембский и другие политические и известные деятели.
В 2013 году главный редактор Александр Хохлов передал права на журнал в дар Центральному Правлению Росохотрыболовсоюза. Там он в 1985 году начинал работу в охотничьей отрасли СССР в должности начальника отдела пропаганды. Издавался журнал Росохотрыболовсоюзом один год — 2014. В этот год вышло 12 номеров.

## Выпуски журнала
В печатном виде выходил с 1999 по 2014 годы.
В 2000 году часть материалов публиковалась на двух языках: русском и английском.
В 2000—2001 годах журнал выходил один раз в квартал (4 номера в год)., в 2000—2013 годах выходил раз в два месяца (6 номеров в год), в 2014 году ежемесячно.